# 天地姻縁七仙女
『天地姻縁七仙女』は、北京優塞賽環球文化芸術有限責任公司が出資者となり、製作された七仙女シリーズテレビドラマの第二作、本作のヒロインは五仙女・青児。2010年に制作が発表され、同年1月から撮影が開始されている。前作は『歓天喜地七仙女』。日本未公開。

## 登場人物
- 王母娘々：万美汐

- 大仙女・紅児：藍燕
- 二仙女・橙児：周揚
- 三仙女・黄児：劉紫歓
- 四仙女・緑児：張儷
- 五仙女・青児：劉洋
- 六仙女・藍児：陽蕾
- 七仙女・紫児：白雨